# Friedrich Kalkbrenner
Friedrich Kalkbrenner (Kassel, 2 de novembre de 1785 - Enghien-les-Bains, 10 d'agost de 1849) fou un compositor i pianista alemany.
Era fill del també compositor Christian Kalkbrenner (1755-1806). Estudià música en el Conservatori de París, on tingué per professors en Louis Adam, més tard a Viena amb Hummel, com també per breu temps amb Clementi. Després va recórrer, donant excel·lents concerts, per diverses ciutats d'Alemanya i França, fins que el 1814 fixà la residència a Londres, on s'associà amb Logier per l'explotació del seu chiroplast, invents per millorar la tècnica pianística.
De tornada a París el 1824, entrà com a soci en la fàbrica de pianos Pleyel, assolint, a més, gran fama com a professor de música, tasca en la que tingué molts alumnes, entre ells a Camille-Marie Stamaty i, l'irlandès George Alexander Osborne, o la belga Marie-Félicité Moke Pleyel. El mètode Kalkbrenner emprat en l'escola de piano (Méthode pour apprendre le pianoforte à l'aide du guide-mains, París 1830), es basa principalment en el desenvolupament de l'agilitat dels dits, sense intervenció dels braços, i també millorà notablement l'execució de les octaves, així com la tècnica del pedal. Finalment, atribuí gran importància a la mà esquerra, pel desenvolupament de la qual va escriure nombrosos estudis.
A part de les seves obres didàctiques, també va compondre:
- Concert per a piano núm. 1
- Concert per a piano núm. 2, op. 85 (1826)
- Concert per a piano núm. 3, op. 107 (1829)
- Concert per a piano núm. 4
- rondós, fantasies i variacions, pel mateix instrument, amb acompanyament d'orquestra,
- Un Septimini,
- Un Sextet,
- Dos Quintets,
- Un Quartet,
- Diversos Trios, per a piano i instruments d'arc,
- 10 Sonates, per a piano a dues mans i 3 a quatre mans,

Estudis, així com gran quantitat de música per a saló.